# Manzaneda de Omaña
Manzaneda de Omaña es una localidad del municipio leonés de Riello, en la Comunidad Autónoma de Castilla y León. 
La iglesia está dedicada a san Pelayo.

## Localidades limítrofes
Confina con las siguientes localidades:
- Al noreste con Salce y Cornombre.
- Al este con Arienza.
- Al sureste con Santibáñez de Arienza.
- Al sur con Vegarienza.
- Al suroeste con Garueña.
- Al oeste con Villadepán.

## Demografía
Evolución de la población
| Gráfica de evolución demográfica de Manzaneda de Omaña entre 2000 y 2017 |
|                                                                          |
| Población de derecho (2000-2017) según el padrón municipal del INE       |

## Historia
Así se describe a Manzaneda de Omaña en el tomo XI del Diccionario geográfico-estadístico-histórico de España y sus posesiones de Ultramar, obra impulsada por Pascual Madoz a mediados del siglo XIX:

Lugar en la provincia de León, partido judicial de Murias de Paredes, diócesis de Oviedo, vicaría de San Millán, arciprestazgo de las Omañas, ayuntamiento de Riello. Situado en terreno desigual; su clima es bastante sano. Tiene unas 30 casas; escuela de primeras letras por temporada; iglesia parroquial (San Pelayo) matriz de Cornombre, servida por un cura de ingreso y patronato laical; una ermita propiedad del Estado y buenas aguas potables. Confina N el anejo; E Bonella; S Balbuena, y O Garueña. El terreno es de buena calidad, y le fertilizan las aguas de un arroyo que baja de las montañas de Curueña. Los caminos son locales. Producciones: centeno, patatas y pastos; cría ganado vacuno, lanar y cabrío, y caza de varios animales. Industria: algunos telares de lienzos caseros. Población: 30 vecinos, 132 almas. Contribución: con el ayuntamiento.
Diccionario geográfico-estadístico-histórico de España y sus posesiones de Ultramar